# Zuzana Růžičková
Zuzana Růžičková (ur. 14 stycznia 1927 w Pilźnie, zm. 27 września 2017 w Pradze) – czeska klawesynistka.

## Życiorys
Ukończyła studia na Akademii Sztuk Scenicznych w Pradze, gdzie jej nauczycielami byli Albín Šíma i František Rauch (fortepian) oraz Oldřich Kredba (klawesyn). Studia kontynuowała w Paryżu u Marguerite Roesgen-Champion. W 1956 roku zdobyła II nagrodę (I nie przyznano) na organizowanym przez ARD międzynarodowym konkursie muzycznym w Monachium. Koncertowała w krajach europejskich, Stanach Zjednoczonych, Kanadzie, Australii i Japonii, od 1963 roku występowała wspólnie z Josefem Sukiem. W latach 1962–1967 występowała z zespołem Pražský komorní sólisté, który założyła wspólnie z Václavem Neumannem. Od 1962 roku była wykładowcą Akademii Sztuk Scenicznych w Pradze. Dokonała ponad 60 nagrań płytowych, w tym wszystkich utworów klawesynowych J.S. Bacha, utworów wirginalistów angielskich oraz Henry’ego Purcella. Od 1952 roku była żoną kompozytora Viktora Kalabisa.
W 1989 roku otrzymała tytuł Artysty narodowego. W 2003 roku odznaczona Medalem za Zasługi II stopnia.